# Saissetia
Saissetia är ett släkte av insekter. Saissetia ingår i familjen skålsköldlöss.

## Bildgalleri

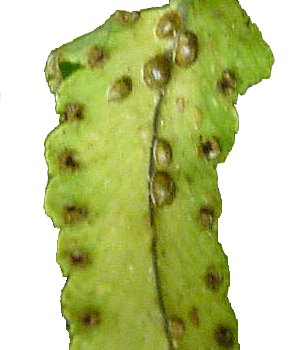
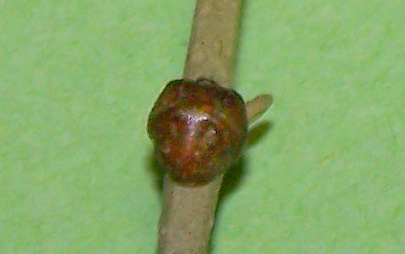
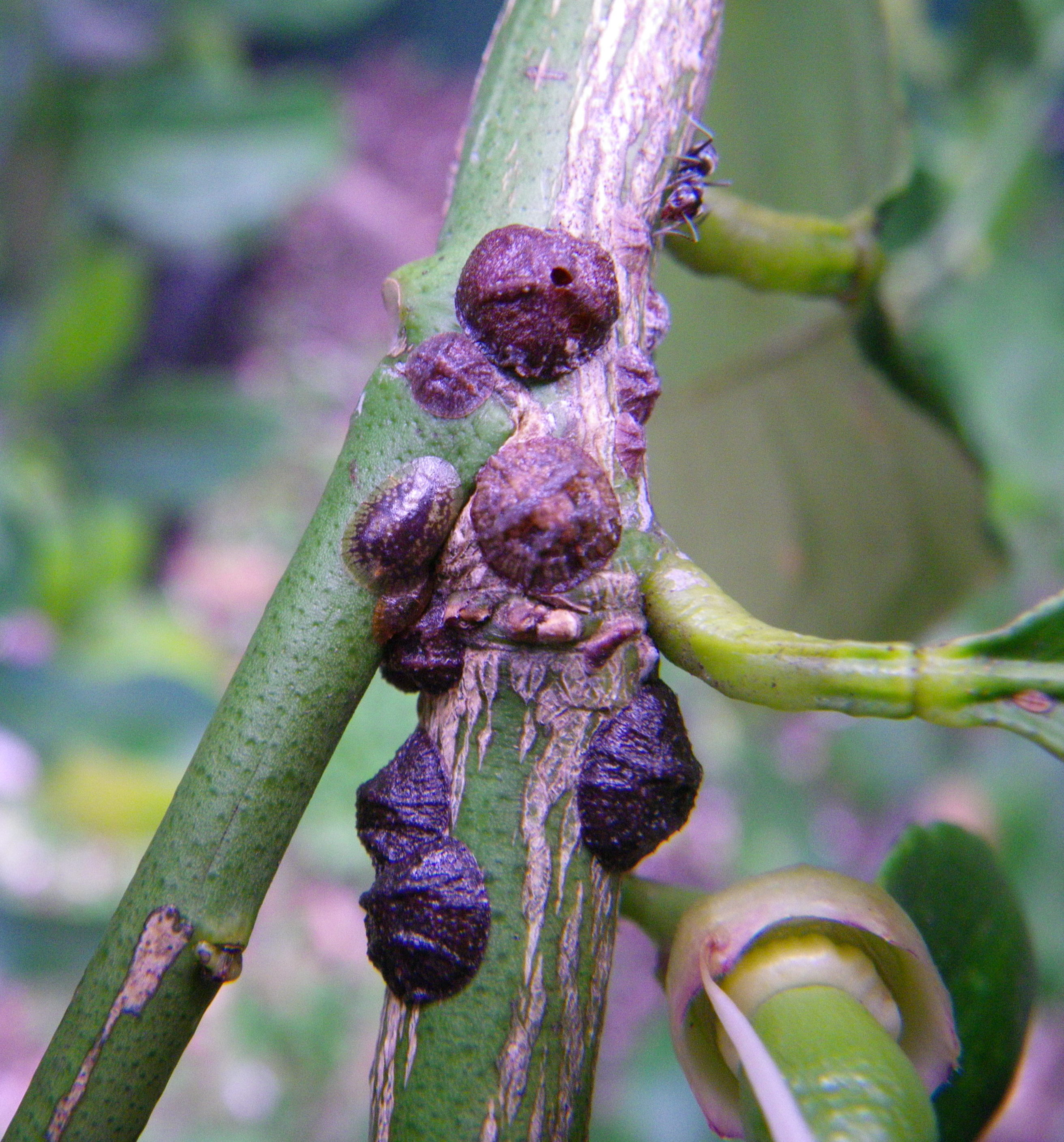

## Dottertaxa tillSaissetia, i alfabetisk ordning[1]
- Saissetia absona
- Saissetia anonae
- Saissetia auriculata
- Saissetia bobuae
- Saissetia carnosa
- Saissetia cassiniae
- Saissetia cerei
- Saissetia chimanimanae
- Saissetia chitonoides
- Saissetia citricola
- Saissetia coffeae
- Saissetia discoides
- Saissetia dura
- Saissetia ficinum
- Saissetia glanulosa
- Saissetia hurae
- Saissetia infrequens
- Saissetia jocunda
- Saissetia lucida
- Saissetia malagassa
- Saissetia minensis
- Saissetia miranda
- Saissetia mirifica
- Saissetia monotes
- Saissetia munroi
- Saissetia neglecta
- Saissetia nigrella
- Saissetia opulenta
- Saissetia orbiculata
- Saissetia persimilis
- Saissetia poinsettiae
- Saissetia privigna
- Saissetia reticulata
- Saissetia sclerotica
- Saissetia scutata
- Saissetia socialis
- Saissetia somereni
- Saissetia subpatelliforme
- Saissetia tolucana
- Saissetia vellozoi
- Saissetia vivipara
- Saissetia xerophila
- Saissetia zanthoxylum
- Saissetia zanzibarensis